# (11261) Krisbecker
(11261) Krisbecker est un astéroïde de la ceinture principale.

## Description
(11261) Krisbecker est un astéroïde de la ceinture principale. Il fut découvert le 6 décembre 1978 à l'observatoire Palomar par Edward L. G. Bowell et Archibald Warnock. Il présente une orbite caractérisée par un demi-grand axe de 2,86 UA, une excentricité de 0,12 et une inclinaison de 2,5° par rapport à l'écliptique.

## Compléments